# Евфросин (Звенец)
Епископ Евфросин Звенец (ум. 1462) — епископ Русской Церкви, епископ Рязанский и Муромский.
В связи с недостаточностью исторического материала и противоречивостью историографических сведений принято условно разделять периоды упоминания о данном епископе на Ефросина I и Ефросина II, однако до сих пор не известно являются ли они разными лицами или это один и тот же иерарх.

## Биография
В 1408 году, после ухода на покой епископа Феогноста II (ум.1409), хиротонисан во епископа Рязанского и Муромского.
Крестил мурзу Батура, родоначальника Леонтьевых и Петрово-Соловово, выехавшего в 1408 году из Большой (Золотой) Орды к великому князю Федору Ольговичу Рязанскому.
Упоминается в 1410 и 1448 году.
В 1459 году епископ Евфросин присутствует на Соборе, созванном митрополитом Ионой и имевшем большое значение для Русской Православной Церкви. Собор отверг предложение польского короля Казимира IV поставить на Митрополию вместо Ионы униата Григория, митрополита Литовского.
Сохранилась запись игумена Солотчинского монастыря Илариона «о ежегодной выплате десятины монастырю Григорием Давыдовичем (Таптыковым) и его сыном Федором с вымененного ими у рязанского епископа Ефросина (Звенца) с. Фефиловское за бывшее за ними в нагодчине с. Долгий Мост в Рязанском княжестве».
В марте 1461 г. Ефросин принимал участие в поставлении тверского епископа Геннадия, а в апреле того же года участвовал в поставлении на митрополию ростовского архиепископа Феодосия Бывальцева. Точная дата поставления Ефросина на Рязанскую епископию не известна. Однако в летописном перечне рязанских владык его предшественником назван не кто иной, как Иона – первый автокефальный русский митрополит, избранный 15 декабря 1448 г. Несомненно, Ефросин был поставлен в рязанские епископы вскоре после избрания Ионы, то есть в самом начале 1449 г.
Скончался в конце 1462 года, зимой.